# Hans Neusel (Verwaltungsjurist)

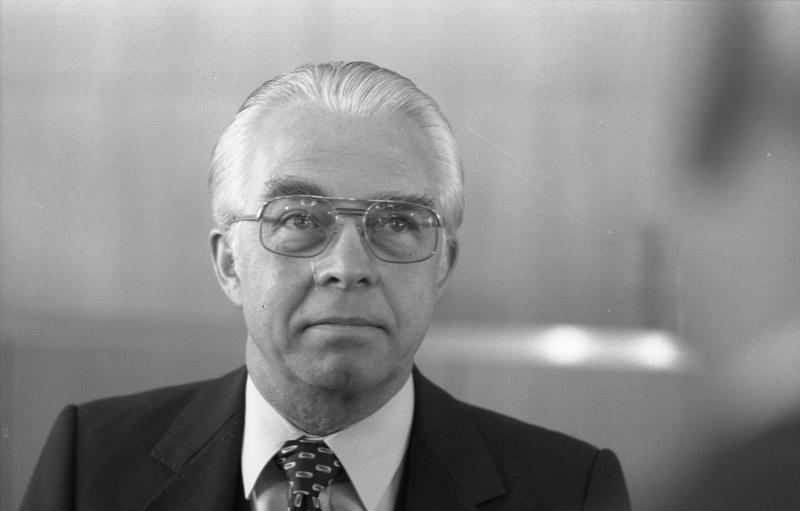
Hans Neusel (1983)

Hans Heinrich Neusel (* 10. September 1927 in Dortmund; † 12. Dezember 2013 in Bonn) war ein deutscher Jurist und politischer Beamter (CDU). Er war unter anderem Chef des Bundespräsidialamtes und Staatssekretär im Bundesinnenministerium. 1990 verübten Terroristen der RAF einen Bombenanschlag auf ihn.

## Leben
Hans Heinrich Neusel, Sohn von Alma Neusel, geborene Adam, und des Malermeisters Hans Neusel, wurde 1944 Luftwaffenhelfer, danach zum Reichsarbeitsdienst (RAD) eingezogen. 1945 leistete er Kriegsdienst, bevor er für einige Monate in britische Kriegsgefangenschaft geriet. 1947 legte er sein Abitur ab. 1948 absolvierte er ein Dolmetscherexamen und studierte im Anschluss Rechts- und Staatswissenschaften sowie Volkswirtschaft in Münster. Nach einer kurzen Zeit in der Montanindustrie (1958/59) begann seine Karriere in verschiedenen Bundesministerien, 1959 im Bundeswirtschaftsministerium. Im selben heiratete er Karin Rose. Aus der Ehe ging die Tochter Susanne hervor. 1962 wurde Neusel persönlicher Referent von Ludger Westrick, dem Staatssekretär im Wirtschaftsministerium unter Ludwig Erhard. Nach Erhards Wechsel in das Bundeskanzleramt folgte er diesem 1963 nach und wurde 1967 persönlicher Referent des neuen Kanzlers Kurt Georg Kiesinger. Nach der verlorenen Wahl 1969 ging er mit seinem Chef in die Opposition und arbeitete in verschiedenen Funktionen für die CDU/CSU-Bundestagsfraktion.
Nachdem die CDU/CSU bei den Wahlen 1976 wieder stärkste Kraft im Parlament geworden war und mit Karl Carstens wieder den Bundestagspräsidenten stellte, wurde Hans Neusel Leiter des Präsidialbüros in der Bundestagsverwaltung. Er folgte Carstens als Staatssekretär und Chef des Bundespräsidialamtes im Jahr 1979 in dessen neue Funktion als Bundespräsident und amtierte dort wie dieser bis 1984. Danach wurde Neusel in den einstweiligen Ruhestand versetzt, blieb aber Beauftragter des Bundeskanzlers im Ad-hoc-Komitee für Ein Europa der Bürger. Im Jahr 1985 wurde der in Bonn lebende Neusel reaktiviert und blieb bis 1992 Staatssekretär im Bundesinnenministerium unter den Ministern Friedrich Zimmermann, Wolfgang Schäuble und Rudolf Seiters.
Von 1994 bis 1998 war Neusel Mitglied des Aufsichtsrats der VEBA-Tochter Raab Karcher AG in Essen. Mit einem am 2. Juni 2005 in der Frankfurter Allgemeinen veröffentlichten Leserbrief von Neusel erfuhr die Öffentlichkeit über das „Politische Testament“ von Karl Dönitz.

## Attentat
Am 27. Juli 1990 überlebte Hans Neusel einen Bombenanschlag des Kommandos „Jose Manuel Sevillano“ der Rote Armee Fraktion auf sein Auto an der Autobahnabfahrt Bonn-Auerberg der A565, wenige hundert Meter vom Innenministerium entfernt, nur deshalb, weil sein Fahrer Urlaub hatte und der Staatssekretär das Fahrzeug, einen ungepanzerten BMW 7er, selbst steuerte, also unerwartet auf der linken Seite saß. Der von den Terroristen an der rechten Leitplanke der Autobahnabfahrt Bonn-Auerberg deponierte Sprengsatz war auf die Beifahrerseite des Wagens ausgerichtet. Neusel wurde bei dem Anschlag nur leicht verletzt. Die Bombe, 25 Kilogramm Sprengstoff, wurde wie beim Attentat auf den Bankier Alfred Herrhausen mit einer Lichtschranke gezündet.

## Ehrungen
- 1980: Verdienstkreuz 1. Klasse der Bundesrepublik Deutschland
- 1982: Großes Verdienstkreuz der Bundesrepublik Deutschland
- 1992: Großes Verdienstkreuz mit Stern und Schulterband[5]